# Béla Magyari
Béla Magyari, né le 8 août 1949 à Kiskunfélegyháza et mort le 23 avril 2018, est un colonel de la Force aérienne de Hongrie, pilote de chasse et d'essai, et un astronaute hongrois.
Il sort diplômé de l'Académie des forces aériennes György Kilián en 1969. Il est sélectionné comme doublure de Bertalan Farkas (le futur premier cosmonaute hongrois à voler dans l'espace) pour la mission Soyouz 36. Il n'a jamais voyagé dans l'espace. Il sort diplômé de l'université polytechnique de Budapest en 1986. Il passe ses années actives en tant qu'ingénieur aéronautique et pilote. Il est également président de la Société astronomique de Hongrie et travaille au Bureau spatial de Hongrie.